# Benito Arias Montano

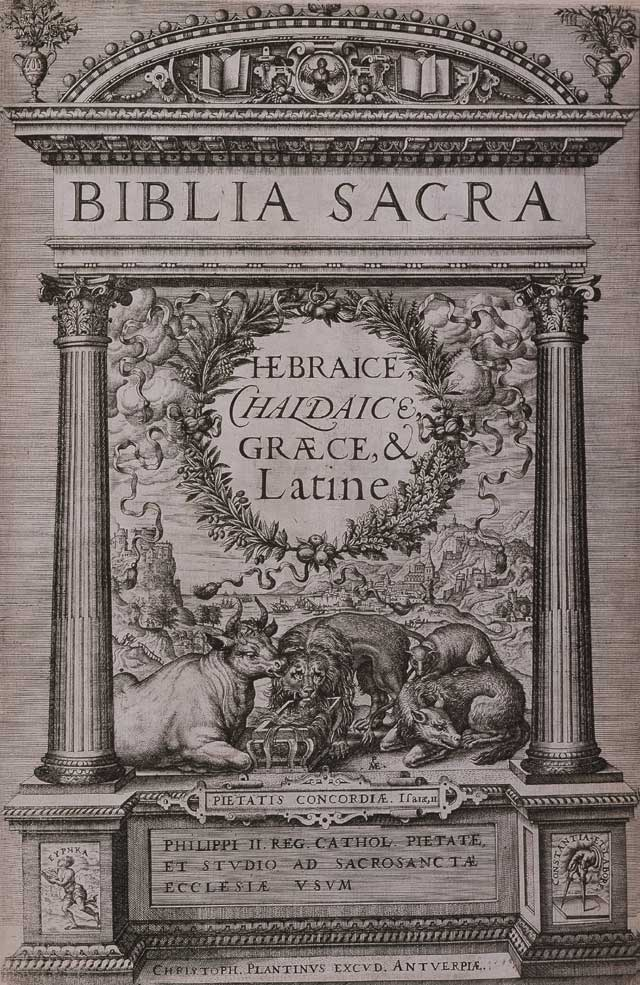
Exemplar av polyglottbibeln, för vilken Benito Arias Montano var redaktör

Benito Arias Montano, eller Benedictus Arias Montanus, född 1527 i Fregenal de la Sierra i Extremadura, död 1598, var en spansk lingvist och redaktör för Biblia Regia.
Benito Arias Montano utbildade sig på universiteten i Sevilla och Alcalá och blev omkring 1559 medlem i en kyrklig orden. Han blev följeslagare till biskopen av Segovia till Tridentinska kyrkomötet 1562.
Tillbaka i Spanien slog han sig ned i klostet i Aracena, men blev 1568 beordrad av kung Filip II att ha överinseende över produktionen av en flerspråkig utgåva av Bibeln. Detta verk utgavs av Christophe Plantins tryckeri i Antwerpen 1572 i åtta volymer under titeln Biblia sacra hebraice chaldaice, graece et latine, Philippi II regis catholici pietate et studio ad sacrosanctae Ecclesiae usum, vilken också innehöll stora mängder av akademiska resonemang. Benito Arias Montano var ansvarig för en stor del av innehållet, förutom för det övergripande arbetet, och reste på kungens order till Rom för att få approbation för verket av påven Gregorius XIII.
León de Castro, professor i orientaliska språk i Salamanca, anmälde Arias Montano till inkvisitionen i Rom och senare till den spanska inkvisitionen för att ha ändrat texten i Bibelöverättningen genom att alltför yvigt använt utläggningar av rabbiner utan att ta hänsyn till det Tridentiska kyrkomötets dekret om Vulgata-översättningens korrekthet. Efter flera resor till Rom friades Arias Montano 1580 från dessa anklagelser och återvände till sitt kloster. Han avsade sig kungens erbjudande om en biskopsstol, men accepterade posten som slottskaplan. Han lämnade sitt kloster ibland för att ha överinseende över biblioteket i Escorial och för att föreläsa om orientaliska språk.
Han levde ett asketiskt liv, där tiden delades mellan bön och studier. Förutom verk som skrevs i samband med polyglottbibeln, av vilka det mest uppskattade är Antiquitatum judaicarum libri IX (Leyden, 1593), skrev Arias Montano flera kommentarer till olika av Bibelns böcker. Han utgav också Humanae salutis monumenta (Antwerp, 1571), en översättning till latin av Benjamin från Tudelas reseberättelser.